# Stifting Fryske Aksje
De Stifting Fryske Aksje of Fryske Aksje  (Fries voor: Stichting Friese Actie) Friese is een actiegroep uit Friesland.
De stichting is bekend geworden doordat ze begin januari 2006 de internetsite www.ednijpels.nl kaapten omdat ze boos waren op de commissaris van de Koningin, Ed Nijpels. Nijpels sprak volgens de Friezen na zes jaar commissaris van de Koningin van Friesland te zijn nog geen Fries terwijl Friesland tweetalig (Nederlands en Fries) is. Nijpels kon zijn domein terugkrijgen als hij een keer een Statenvergadering in het Fries leidde.
De activisten lieten ook nog weten: Krekt lykas mei de Kameleonfilm is ek dit wer in aksje mei in knypeach. De actiegroep baarde al opzien met een eigen Kameleon-film in het Fries. Dat was in 2003 een protest tegen het feit dat de officiële Kameleon-film in het Nederlands werd gefilmd.
Nijpels was het met de kritiek niet eens. Hij zei: Dit is een ludieke actie, maar voor hetzelfde geld wordt je site gekaapt door mensen die er misbruik van willen maken. Nijpels zei ook dat hij bij bepaalde gelegenheden wel in het Fries spreekt.